# Cheval en Namibie
Le cheval en Namibie, d'introduction récente par les colons européens, a surtout été popularisé à la fin du XXe siècle à travers la re-découverte du cheval du Namib. La plupart des grandes villes namibiennes disposent de centres équestres, le pays élevant par ailleurs une dizaine de races de chevaux.

## Histoire

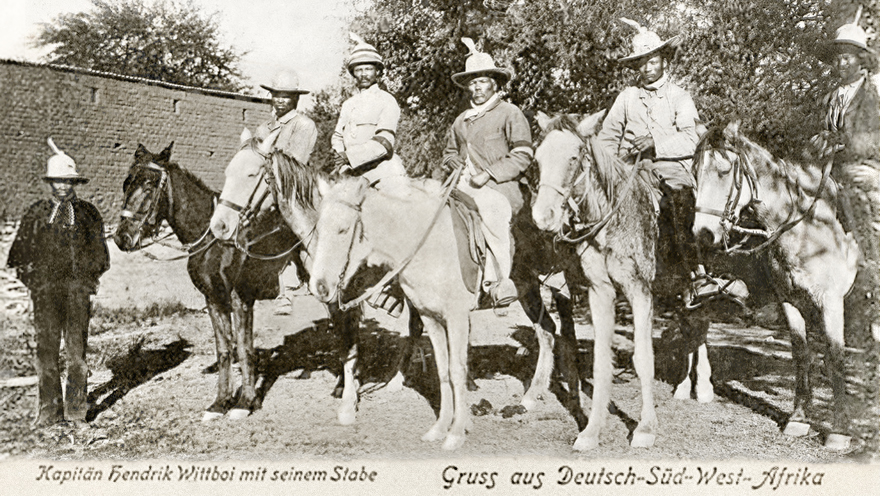
Hendrik Witbooi à cheval.

La Namibie n'a jamais eu de tradition d'élevage équin, ce pays très aride étant plus adapté à l'élevage de l'âne plutôt qu'à celui du cheval. Comme pour les autres pays d'Afrique australe, le cheval y a été introduit par des colons européens.
Le chef namibien Hendrik Witbooi, mort en 1905, est réputé pour avoir maîtrisé l'équitation. En 1907, le baron allemand Hansheinrich von Wolf construit le Château de Duwisib au bord du désert du Namib, où il élève un troupeau d'environ 300 bêtes.
Pendant la Première Guerre mondiale, des chevaux sont utilisés dans les campagnes militaires en Namibie aussi bien par les troupes allemandes (Schutztruppe) que par les Sud-Africains. Certains chevaux s'échappent ou sont relâchés dans le désert.

## Pratiques
Le sport hippique est pratiqué. Par ailleurs, des chevaux sont gardés dans les fermes namibiennes et montés par des fermiers dans le cadre de leurs activités quotidiennes. La plupart des grandes villes de Namibie disposent de centres équestres, qui proposent des activités telles que le gymkhana, et attirent majoritairement une clientèle de cavaliers d'Afrique du Sud et des régions avoisinantes. La Namibie a déjà envoyé une équipe de cinq cavaliers locaux participer à des compétitions équestres sur le continent américain.
Plusieurs voyagistes proposent des safaris à cheval en Namibie, demandant en général un bon niveau équestre : de tels safaris sont notamment organisés (en 2018) dans le Damaraland et le Parc national de Sperrgebiet.

## Élevage et diffusion

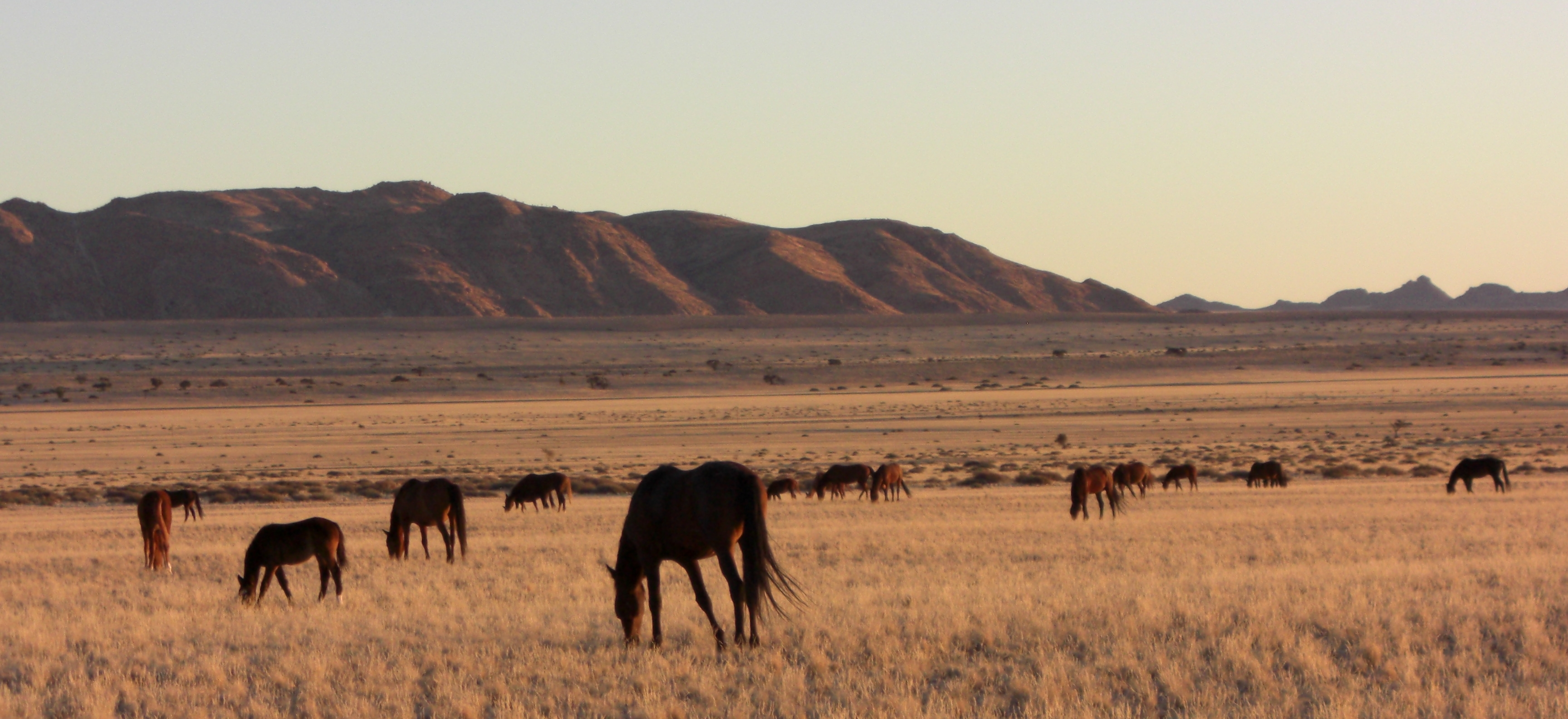
Chevaux du Namib.

La Namibie est surtout connue pour la présence d'une des très rares population de chevaux sauvages du continent africain, le cheval du Namib, issu de chevaux domestiques européens abandonnés dans le désert du Namib.
D'après la base de données DAD-IS, dix races de chevaux sont élevées en Namibie : l'Appaloosa, l'Arabe, le Frison, le Haflinger, le Hanovrien, le cheval miniature, le Quarter Horse, le Saddlebred, le Pur-sang et le Welsh.

### Maladies et parasitisme
De nombreux foyers de grippe équine ont été signalés en Afrique du Sud, au Lesotho et en Namibie, près de la frontière avec le Botswana en 1987 ; dès déclaration des foyers épidémiques, les déplacements de chevaux ont été restreints.

## Culture
Rupert Isaacson relate (2014) s'être rendu avec son fils autiste chez les bushmen namibiens, pour y pratiquer l'équitation.